# Thomas Baines
John Thomas Baines va ser un artista i explorador anglès de les colònies britàniques de Sud-àfrica i Austràlia, nascut el 27 de novembre de 1820 i mort el 8 de maig de 1875.
Nascut a King's Lynn, a Norfolk, Regne Unit, Baines va rebre formació pictòrica com a aprenent des d'una edat molt primerenca. Als 22 anys va deixar Anglaterra i va marxar a Sud-àfrica; va treballar un temps a Cape Town com a artista escènic i pintor de retrats, i com a artista oficial de guerra per a l'exèrcit britànic durant l'anomenada Vuitena Guerra de la Frontera. Baines avui dia és conegut especialment per les seves pintures i esbossos plens de detall, que ofereixen un punt de vista únic de la vida colonial a l'Àfrica meridional.